# Kurobród różnodzioby
Kurobród różnodzioby, kurobród nowozelandzki (Heteralocha acutirostris) – wymarły gatunek ptaka z rodziny koralników (Callaeidae), jedyny przedstawiciel rodzaju Heteralocha. Był endemitem Nowej Zelandii. Wymarł na początku XX wieku, głównie z powodu polowań i niszczenia jego siedlisk. Ostatni raz był widziany 28 grudnia 1907, kiedy to W.W. Smith zaobserwował trzy osobniki w paśmie gór Tararua Ranges.

## Systematyka i etymologia
Został opisany przez Johna Goulda w roku 1837. Autor błędnie uznał samicę i samca za dwa odrębne gatunki i nadał im nazwy Neomorpha acutirostris i Neomorpha crassirostris. Epitet gatunkowy – acutirostris – wywodzi się od łacińskich słów: acutus, czyli „ostry”, oraz rostrum – „dziób” – i odnosi się do kształtu dzioba samicy. Epitet gatunkowy – crassirostris – pochodził od słowa crassus i oznaczał „gruby”, „ciężki”, gdyż samiec miał dziób gruby u nasady. W 1840 roku George Robert Gray zaproponował zastąpienie obu tych nazw nową nazwą Neomorpha Gouldi, która uczciłaby autora pierwszego opisu. W 1851 roku Jean Cabanis zaproponował zmianę nazwy rodzajowej na Heteralocha, jako że podobna nazwa Neomorphus była już w użyciu – określano nią rodzaj ptaków z rodziny kukułkowatych. Ostatecznie przyjęła się nazwa gatunkowa Heteralocha acutirostris.

## Opis
Osobniki obojga płci nosiły czarne upierzenie z zielonym, metalicznym połyskiem i charakterystyczne koliste, jasnopomarańczowe korale u nasady dzioba. U obu płci dziób miał barwę kości słoniowej, szarą u nasady. Długie, niebieskoszare kończyny dolne (w tym stopy) kończyły się jasnobrązowymi pazurami. Kurobród posiadał brązowe oczy. Ptak ten miał 12 błyszczących, czarnych sterówek zakończonych białym paskiem, o szerokości 2,5–3 cm, które tworzyły szeroki i zaokrąglony na końcu ogon.
Młodociane ptaki posiadały bardziej matowe, brązowe upierzenie z pokrywami ogonowymi koloru rdzawopłowego o białych końcówkach. Korale były małe i blade. Dziób młodych samic zakrzywiał się tylko nieznacznie. Maorysi wspominają istnienie odmiany kurobroda zwanej przez nich huia-ariki, co dosłownie oznacza „główny Huia”. Huia-ariki miał pstrokate brązowawo-szare upierzenie i ciemniejsze pióra na szyi i głowie. Ta odmiana mogła być częściowo albinotyczna lub odmienną barwę przybierały osobniki w podeszłym wieku. Odnotowano także kilkanaście albinotycznych kurobrodów różnodziobych.
U kurobroda różnodziobego zaznaczał się bardzo dobrze dymorfizm płciowy. Gatunek ten charakteryzował się największą różnicą długości i kształtu dzioba wśród wszystkich ptaków. Charakterystyczne było to, że dłuższy dziób posiadała samica, co spotykane jest jeszcze tylko u kilku gatunków ozdobników i pyszałków z rodziny cudowronek. Dziób samca miał średnio 60 mm i podobnie jak u dzięciołów był masywny, lekko zakrzywiony w dół, natomiast dziób samicy miał średnio długość 96 mm (niektórzy autorzy podają 104 mm) i był silnie zakrzywiony w dół, podobnie jak u kolibrów czy miodojadów. Innym, mniej efektownym aspektem dymorfizmu płciowego tego gatunku była różnica wielkości pomiędzy płciami: samce mierzyły 45 cm długości, podczas gdy nieco większe samice 48 cm. Dodatkowo ogon samca mierzył około 200 mm długości, rozpiętość ich skrzydeł wynosiła między 210 a 220 mm, a u samic ogon mierzył od 195 do 200 mm, rozpiętość skrzydeł natomiast od 200 do 205 mm.

## Zasięg występowania i środowisko

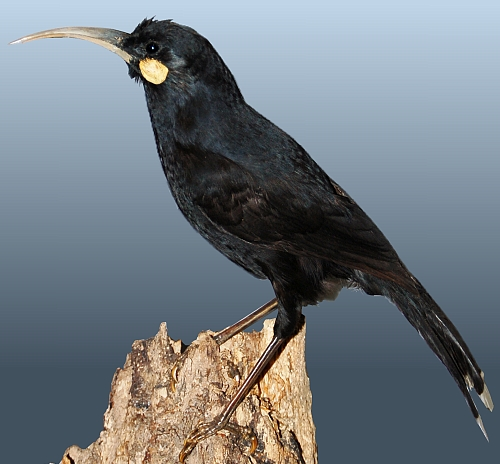
Wypchana samica kurobroda różnodziobego; godne uwagi są długie, dobrze wykształcone nogi i długi, zakrzywiony w dół dziób

Zdeponowane szczątki i pozostałości tego ptaka sugerują, że kurobród różnodzioby rozprzestrzeniony był na nizinnych i górskich lasach rodzimych Wyspy Północnej od północnego krańca regionu Northland na północy po Wellington i pasmo Aorangi na dalekim południu. Jedynie kilka osobników znanych jest z rozległych depozytów w pułapkach skalnych jaskini krasowych systemu Waitomo i są także rzadkie lub wcale nie występują w depozytach szczątków w centralnej części Wyspy Północnej i w regionie Hawke’s Bay; wydaje się, że preferowały siedliska, które nie są dobrze oznaczone przez osady znane obecnie. Zasięg jego występowania zdaje się nawiązywać do rozmieszczenia osadnictwa maoryskiego z połowy XII w. Przed rozpoczęciem kolonizacji europejskiej w Nowej Zelandii w latach ’40 XIX wieku ptaka tego spotykano jedynie w lasach południowej części Wyspy Północnej, na południe od linii łączącej pasmo górskie Raukumara Range na wschodzie, wzdłuż pasma Kaimanawa Range, aż do rzeki Turakina w dystrykcie Rangitikei na zachodzie. Na południu jego zasięg rozciągał się do regionu Wairarapa i pasma Rimutaka Range leżącego na wschód od Wellington. Obserwacje zebrane przez Waltera Bullera i pojedyncze waiata (pieśń maoryska) sugerują, że kurobród różnodzioby był kiedyś także spotkany w regionach Marlborough i Nelson na Wyspie Południowej. Jednakże nigdy nie został zidentyfikowany w bogatych kopalnych osadach na południe od Cieśniny Cooka i nie ma żadnych innych dowodów na obecność gatunku na tej wyspie. Kurobród zasiedlał obydwa z dwóch głównych typów lasów w Nowej Zelandii. Zasiedlał przede wszystkim wilgotne lasy liściaste (głównie zastrzalinowate), z gęstym podszytem, ale także sporadycznie zasiedlał lasy bukanowe. Ptak ten był notowany w roślinności rodzimej, wliczając w to m.in. Mataī (Prumnopitys taxifolia), Rimu (Dacrydium cupressinum), Kahikatea (Dacrycarpus dacrydioides), Rātā (Metrosideros robusta), Maire (Nestegis), Hīnau (Elaeocarpus dentatus), 'Tōtara (Podocarpus totara), Rewarewa (Knightia excelsa), Māhoe (Melicytus ramiflorus), Taraire, (Beilschmiedia tarairi) i na poziomie morza w drzewach Karaka (Corynocarpus laevigatus) na przylądku Turakirae. Nigdy nie odnotowano go na pogorzelisku lub na ziemi wykarczowanej pod uprawy.

## Pożywienie
Kurobród różnodzioby zasiedlał górskie regiony Wyspy Północnej, schodząc w zimie lub w okresach ochłodzenia do nizinnych lasów na równinach w poszukiwaniu pożywienia. Jego dieta zawierała owady i ich larwy, wliczając w to wetę i chrząszcza z gatunku Prionoplus reticularis, pająki, a także małe jagody. Prowadzące nocny tryb życia larwy Prionoplus reticularis były przypuszczalnie najbardziej preferowanym pokarmem tych ptaków. Dymorfizm płciowy struktury dzioba wiązał się z rozwinięciem odmiennych dla obu płci strategii żywienia. Samiec używał dzioba do dłubania w zewnętrznych warstwach gnijącego lub żywego drewna, podczas gdy samica sondowała strefy niedostępne dla samca, takie jak jamy mieszkalne larw owadów w żywym drewnie. Badania anatomii mięśni głowy i szyi samca wskazują także, że mógł on szeroko otworzyć dziób, co umożliwiało mu rozszczepianie gnijącego drewna. Zaobserwowano, gdy osobnik, chwyciwszy owada, przefrunął na gałązkę, trzymając go stopą. Następnie oddzielił wszystkie twarde kawałki, podrzucił pozostałość w górę, złapał dziobem i połknął. W przeciwieństwie do popularnego poglądu, pary rzadko dzieliły ze sobą posiłki (jednakże ptaki mogły zachowywać się tak okazjonalnie w celu umocnienia więzi partnerskiej). Para kurobrodów nie współpracowała przy poszukiwaniu pożywienia, przynajmniej nie w ścisłym tego słowa znaczeniu. Wszystkie informacje o strategii pożywiania tych ptaków bazują na nieścisłym i nieobiektywnym opisie Bullera, opierającym się na obserwacjach pary ptaków trzymanej w klatce. Odmienność dziobów jest raczej ekstremalnym przykładem różnicowania niszowego, dzięki któremu zmniejszała się rywalizacja wewnątrzgatunkowa między płciami. To umożliwiało gatunkowi wykorzystywanie szerokiego zakresu źródeł pożywienia.

## Tryb życia i zachowanie

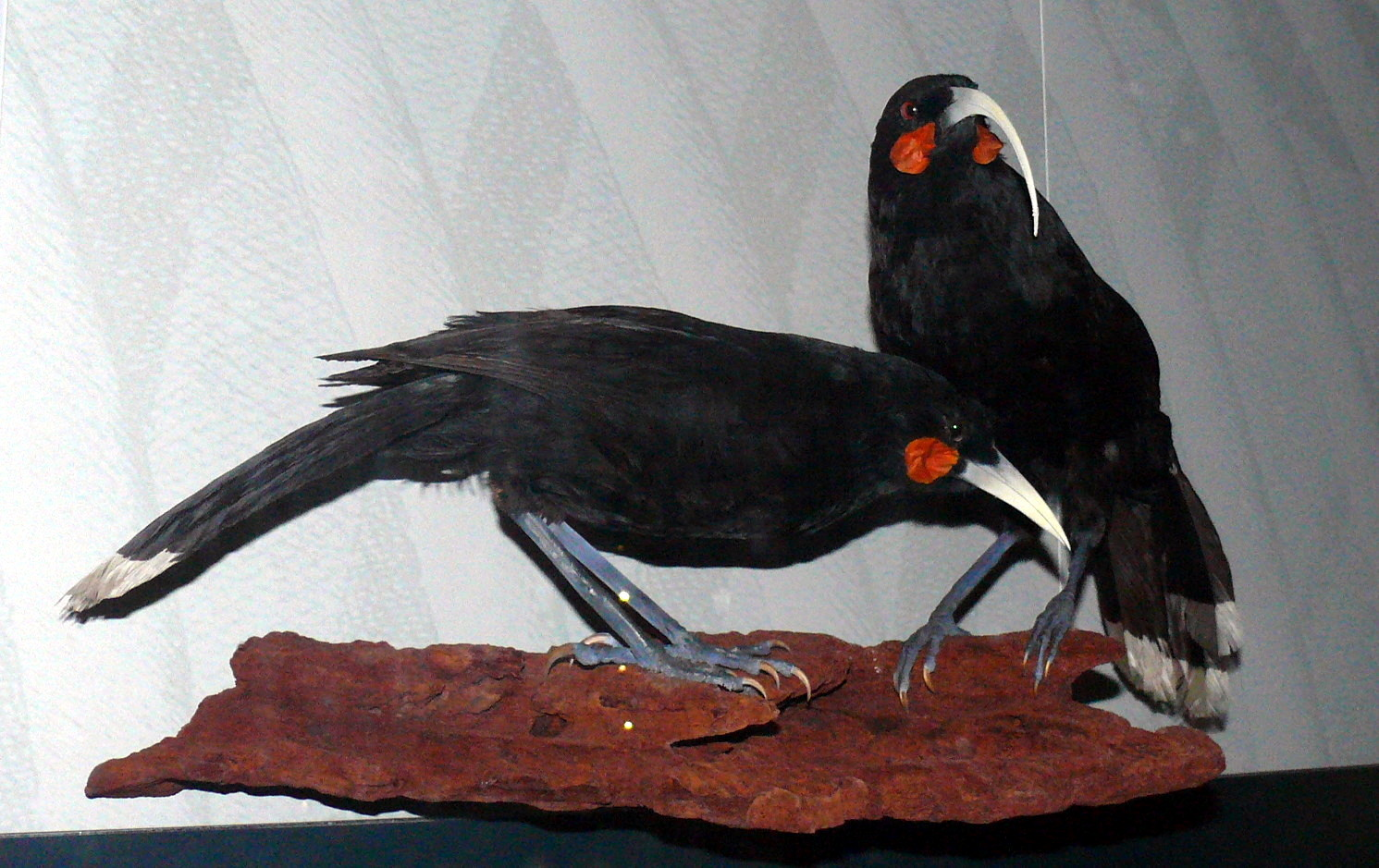
Para wypchanych kurobrodów różnodziobych

Podobnie jak żyjące współcześnie koralniki: kurobród siodłaty i koralnik modropłatkowy, kurobród różnodzioby używał swoich zaokrąglonych skrzydeł do latania na krótkich dystansach, ale preferował poruszanie się długimi skokami i podskokami w koronach drzew lub w ściółce leśnej przy użyciu mocnych nóg. Rozpościeranego ogona używał do utrzymania równowagi podczas wspinania po pniach drzew. Ptak ten był cichy, społeczny i monogamiczny, a pary wiązały się ze sobą na całe życie. Zazwyczaj przebywał w parach, jednak niekiedy spotykano grupy czterech lub więcej osobników. Walter Buller obserwował pary trzymające się zawsze blisko siebie, stale wydające „niski czuły świergot”, nawet w niewoli. Stwierdził także, że pary trzymane w niewoli często pielęgnują się wzajemnie. Kiedy samiec takiej pary przypadkiem został zabity, samica „manifestowała najstraszliwsze cierpienie tęskniąc za partnerem i ginąc 10 dni potem”. Pewien mężczyzna maoryski z XIX wieku wspominał: „Starsi ludzie zawsze mówili mi, że para [ptaków] Huia żyje najbardziej kochającym się związkiem... Jeśli samiec zginie pierwszy, samica ginie wkrótce potem [pogrążona] w żalu”. Ptak został tak nazwany dzięki swojemu głośnemu, rozpaczliwemu odgłosowi, łagodnemu, czystemu gwizdowi brzmiącemu jak angielskie słowa „Who-are-you-o”. Jeśli odgłos ten jest naśladowany, ptak zaczyna za nim podążać. Kurobród nie bał się ludzi i dlatego mógł być łatwo schwytany nawet rękoma. Samica dopuszczała także do złapania jej w gnieździe. Imitacja odgłosu ptaka przetrwała jako nagranie członka Huia Search Team (pol.: „Zespół Poszukiwań Huia”) Henare Haumany odgwizdującego ten odgłos.
Z kurobrodem związany był gatunek wszoła z rodziny Philopteridae. Rallicola extinctus, wcześniej uważany za jedyny gatunek w rodzaju Huiacola (dosł.: „mieszkaniec (ptaka) Huia”), był jedynym znanym pasożytem związanym z tym ptakiem i przypuszczalnie wymarł wraz ze swoim żywicielem.

## Rozmnażanie
Niewiele wiadomo o rozmnażaniu tego ptaka. Jednakże przypuszcza się, że sezon lęgowy przypadał na początek lata, kiedy to zwierzę budowało z suchych traw, liści, patyków i gałązek gniazdo w kształcie spodka z małym, płytkim kielichem pośrodku, zrobionym z delikatnego materiału wyściełającego i chroniącego jaja. Gniazdo było budowane w dziupli bądź na kupce gęstej roślinności. Gniazdowanie miało miejsce w listopadzie. Samica składała dwa do czterech jaj koloru szarawego z purpurowymi i brązowymi plamkami; jaja mierzyły 30×45 mm. Większość gniazd tych ptaków znajdowano w pobliżu szczytów pasm górskich.

## Znaczenie w kulturze człowieka
W kulturze Maorysów, jak podaje M. Riley (2001), „czapla biała i Hiua nie były zazwyczaj spożywane, ponieważ ceniono te rzadkie ptaki z powodu ich drogocennych piór, noszonych przez ludzi wysokich rangą”. Nowozelandzka antropolog Margaret Rose Orbell wspomina jedno ze świętych wierzeń związanych z ptakiem mówiące, że jeśli mężczyźnie przyśni się Huia lub jego pióra, znaczy to, że jego żona pocznie córkę. Odważna i dociekliwa natura ptaka uczyniła go szczególnie łatwym do schwytania. Maorysi wabili go przez naśladowanie jego odgłosów i łapali przy pomocy tari – rzeźbionego kija z pętlą na końcu, zastawiali sidła lub zabijali go maczugami i długimi dzidami. Często wykorzystywali silne więzi pary, chwytając jednego partnera, który nawoływał drugiego, wabiąc go do pułapki. Chociaż nie było w zwyczaju polowanie na niego dla jego mięsa, kurobród był uważany za przysmak.
Mimo że zasięg występowania tego gatunku był ograniczony do południowej części Wyspy Północnej, jego pióra były bardzo cenione i wymieniane między plemionami za inne wartościowe dobra, takie jak pounamu (zielona ozdoba wykonana z nefrytu) czy zęby rekina lub darowane jako oznaka przyjaźni i szacunku. Przez tę wymianę pióra rozprzestrzeniły się na północ i daleko na południe Nowej Zelandii. Były przechowywane w kunsztownych, rzeźbionych szkatułach, zwanych waka huia, zawieszanych na sufitach domów wodzów. Pióra tego ptaka noszono na ceremoniach pogrzebowych i używano jako dekorację głowy zmarłego. Marereko, opisane przez Edwarda Roberta Tregeara jako „starożytne pióro wojenne”, składało się z dwunastu piór ptaka. Pōhoi, ozdoba zrobiona ze skóry ptaka, była wysoko ceniona. Skórę ściągano wraz z dziobem, czaszką i koralami, a nogi i skrzydła były usuwane. Skóra była ostrożnie suszona. Pōhoi noszono na szyi lub uszach. Dziób samicy znany był jako surowiec do wyrobu biżuterii, takich jak broszki.
Pióra z ogonów kurobrodów różnodziobych trzymanych w małych klatkach wypadały przed osiągnięciem przez te ptaki pełnych rozmiarów. Maorysi trzymali je jako maskotki i tak jak kędziornik (Prosthemadera novaeseelandiae) można je było nauczyć wymawiania kilku słów. Jest także zapis z XIX w. o oswojonym osobniku trzymanym przez osadników europejskich w małej wiosce w dystrykcie Tararua.
Urzędy pocztowe Nowej Zelandii, Wysp Cooka, Niue, Wysp Świętego Tomasza i Książęcej i Gwinei Bissau wyemitowały w sumie kilkanaście znaczków pocztowych przedstawiających kurobroda różnodziobego. Pierwszym z nich był nowozelandzki znaczek o nominale 3 pensów wyemitowany 4 kwietnia 1898. Był to jeden z pierwszych znaczków w Nowej Zelandii i pochodził z pierwszej w tym kraju serii znaczków o tematyce przyrodniczej. Przedstawia on parę ptaków siedzącą na gałęzi. Kolejne znaczki z tym ptakiem zostały wyemitowane w 1900, 1902, 1907, 1996 i 1998. Wyspy Cooka wyemitowały znaczki z ptakiem w 1903, 1974, 1979, 1984 i 1986, a Niue w roku 1903. Wyspy Świętego Tomasza i Książęca wyemitowały znaczek w 2009, a Gwinea Bissau w 2012 roku.
Kurobród został objęty ochroną w roku 1901. W roku 1999 w Hastings Boys' High School zorganizowano konferencję dotyczącą sklonowania tego ptaka, co miało się odbyć w University of Otago. Jednak ze względu na zły stan DNA pochodzącego ze skóry wypchanych okazów nie zdecydowano się na klonowanie.

## Wymarcie
Gatunek ten występował na całej Wyspie Północnej przed przybyciem człowieka do Nowej Zelandii. Maorysi przybyli około 800 lat temu i przed przybyciem tam osadnictwa europejskiego w latach '40 XIX w. niszczenie siedlisk i polowania zmniejszyły zasięg występowania ptaka do południowej części Wyspy Północnej. Jednakże polowania Maorysów na te ptaki były ograniczone przez tradycyjne prawa tylko do części ich zasięgu. Główny sezon polowań przypadał na okres od maja do lipca, kiedy upierzenie ptaka było w najlepszym stanie, podczas gdy rāhui (zakaz polowania) obowiązywał wiosną i latem w celu odtworzenia populacji gatunku. Wraz z pojawieniem się osadnictwa europejskiego ptak ten stał się faktycznie zagrożony. Liczba jego osobników zaczęła zmniejszać się za sprawą trzech czynników: rozprzestrzeniającej się deforestacji, wprowadzenia ssaczych drapieżników i polowań. Kolejną możliwą przyczyną wyginięcia gatunku była choroba, ale podobnie jak wymarcie innych nowozelandzkich ptaków w XIX w., takich jak rdzawki: północna i południowa, zmniejszenie populacji kurobroda było słabo badane. Ponieważ ptak ten spędzał dużo czasu na ziemi, był szczególnie narażony na naziemne drapieżniki, zwłaszcza na szczura śniadego, zdziczałe koty i łasice. W XIX w. masowe wylesianie Wyspy Północnej, postępujące szczególnie na nizinach południowych rejonów, takich jak region Hawke’s Bay, dystrykt Manawatu i dystrykt South Wairarapa prowadzone przez osadników europejskich potrzebujących ziemi pod uprawę. Kurobród był szczególnie zagrożony przez to, gdyż przypuszczalnie występował tylko w lasach pierwotnych, obfitych w stare, gnijące drzewa pełne larw owadów. Wydaje się zatem prawdopodobne, że nie mógłby przetrwać w lesie wtórnym. Chociaż górskie części ich dawnego zasięgu nie były zniszczone, lasy nizinne dolin śródgórskich, gdzie kurobród w zimie i chłodnych porach roku miał swoje schronienie, były systematycznie wycinane. Niszczenie siedlisk i drapieżnictwo introdukowanych gatunków były problemem dla wszystkich ptaków Nowej Zelandii, ale kurobród dodatkowo był masowo odławiany.
Heteralocha acutirostris był pożądany przez kolekcjonerów i muzea z całego świata w formie wypchanych okazów, ze względu na jego charakterystyczny dymorfizm płciowy i piękno. Polowanie na kurobroda z tych powodów było zapoczątkowane przez przyrodników. Austriacki taksydermista Andreas Reischek zebrał w ciągu 10 lat aż 212 par tych ptaków dla Muzeum Historii Naturalnej w Wiedniu, a Walter Buller zebrał 18 podczas tylko jednej z kilku wypraw w paśmie Rimutaka w 1883. Buller zanotował, że w 1883 grupa 11 Maorysów zdobyła 646 skór tych ptaków z lasu pomiędzy przełęczami Manawatu Gorge a Akitio (południowa część regionu Manawatu-Wanganui). Łącznie z Nowej Zelandii wywieziono kilka tysięcy ptaków.